# Chthonerpeton indistinctum
Chthonerpeton indistinctum là một loài lưỡng cư thuộc họ Caeciliidae.
Loài này có ở Argentina, Brasil, Paraguay, và Uruguay.
Môi trường sống tự nhiên của chúng là rừng ôn đới, sông ngòi, đầm nước, đầm nước ngọt, đầm nước ngọt có nước theo mùa, vùng đồng cỏ, đất có tưới tiêu, đất nông nghiệp có lụt theo mùa, và kênh đào và mương rãnh.
Chúng hiện đang bị đe dọa vì mất môi trường sống.

## Hình ảnh

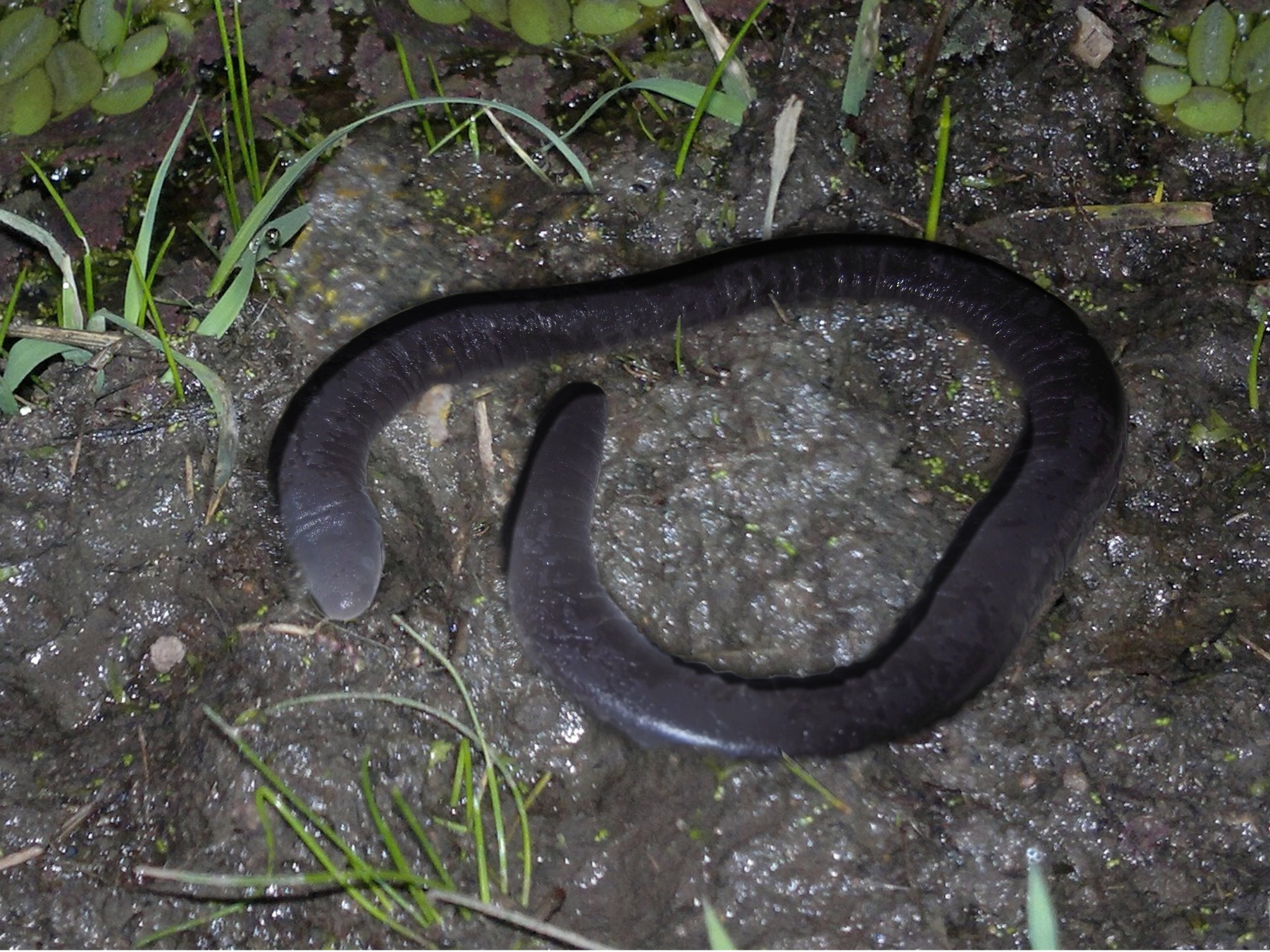